# Kazjaryna Hantschar
Kazjaryna Henadseuna Hantschar (belarussisch Кацярына Генадзеўна Ганчар, wiss. Transliteration Kacjaryna Henadzeŭna Hančar; * 30. August 1988 in Homel, BSSR, Sowjetunion) ist eine ehemalige belarussische Leichtathletin, die sich auf den Sprint spezialisiert hat.

## Sportliche Laufbahn
Erste Erfahrungen bei internationalen Meisterschaften sammelte Kazjaryna Hantschar im Jahr 2009, als sie bei den U23-Europameisterschaften in Kaunas mit 24,29 s in der Vorrunde im 200-Meter-Lauf ausschied und mit der belarussischen 4-mal-100-Meter-Staffel in 44,86 s den sechsten Platz belegte. 2012 gelangte sie bei den Europameisterschaften in Helsinki mit der Staffel mit 44,06 s auf den sechsten Rang und anschließend schied sie bei den Olympischen Sommerspielen in London mit 43,90 s im Vorlauf aus. Im Jahr darauf schied sie bei den Weltmeisterschaften in Moskau mit 11,63 s in der ersten Runde im 100-Meter-Lauf aus und 2019 beendete sie ihre aktive sportliche Karriere im Alter von 31 Jahren.
In den Jahren von 2013 bis 2015 wurde Hantschar belarussische Meisterin im 100-Meter-Lauf sowie 2014 auch über 200 Meter und 2014 und 2015 in der 4-mal-100-Meter-Staffel. Zudem wurde sie von 2013 bis 2015 Hallenmeisterin über 200 Meter.

## Persönliche Bestleistungen
- 100 Meter: 11,28 s (+0,9 m/s), 24. Mai 2013 in Brest
  - 60 Meter (Halle): 7,31 s, 25. Februar 2022 in Mahiljou
- 200 Meter: 23,44 s (+1,8 m/s), 16. Mai 2015 in Brest
  - 200 Meter (Halle): 23,8 s, 7. Februar 2016 in Minsk